# Pedro Rosete
Pedro Rosete Niño, poeta y dramaturgo español del siglo XVII.

## Biografía
Su biografía es prácticamente desconocida, a pesar de que llegó a ser un importante autor dramático. Únicamente se sabe que pasó enfermo la mayor parte de su vida y (a través de los Avisos de José Antonio Pellicer de Ossau) que fue apaleado por el público tras el fracaso de su obra Madrid por de dentro, el mismo día de su estreno, por abril de 1641; era una obra en que se retrataba a diversas gentes de mal vivir y varios ingenios se vieron aludidos en la misma. Escribió algunos libros de poesía (Lágrimas panegíricas, 1639; Elegía, 1645, a la muerte de doña Isabel de Borbón y tercetos en la muerte de Juan Pérez de Montalbán) y participó en la Academia de Madrid, ya que Jerónimo de Cáncer le escribió un vejamen en 1649 donde menciona que escribió con él y otro amigo, acaso Sebastián Rodríguez de Villaviciosa, la comedia San Isidro.

## Obras
Él solo escribió Sólo en Dios la confianza, representada en 1643; Todo sucede al revés, continuación de Los Médicis de Florencia de Diego Jiménez de Enciso y la comedia burlesca Píramo y Tisbe, los dos amantes más finos (1668). Escribió también los entremeses El gigante y Las burlas del doctor a Juan Rana, representado en las fiestas del Retiro en 1655. Más fértil fue su obra en colaboración, casi siempre con Sebastián Rodríguez de Villaviciosa, Juan de Zabaleta, Agustín Moreto o Antonio Martínez de Meneses: El arca de Noé (representada en la Montería sevillana en 1644); El rey don Enrique el Enfermo; El mejor representante, San Ginés o Hacer su papel de veras (1668) o Chico Baturi, entre otras piezas.
Actualmente hay al menos dos obras suyas editadas:
Comedia famosa de Píramo y Tisbe, con estudio y edición de Pedro Correa Rodríguez (Eunsa, Zaragoza, 1977) y La conquista de Cuenca y primer dedicación de la Virgen del Sagrario. Edición, introducción y notas de Hilario Priego Sánchez-Morate y José Antonio Silva Herranz (Diputación Provincial, Cuenca, 2000).